# −9
−9(마이너스 구, 음의 구)는 −10보다 크고 −8보다 작은 음의 정수이다. −9의 절댓값과 반수는 9이며, −9의 역수는 분수로는 −1/9이고, 소수로는 {\displaystyle -0.{\overline {1}}}이다.